# Festival de Eurovisión de Jóvenes Bailarines 2003
La X edición del Festival de Eurovisión de Jóvenes Bailarines se celebró en el Teatro Stadsschouwburg, en Ámsterdam (Países Bajos) el 4 de julio de 2003 la final.
En esta edición se añade una semifinal tras el aumento de países participantes de 10 en la edición anterior a 17. Esta semifinal se celebró el 29 de junio de 2003.
De los 17 países que participaron en la semifinal, 10 consiguieron el pase a la Gran Final donde se otorgaron 3 premios, ya que en esta edición se vuelven a dividir los premios: uno para el mejor bailarín de danza Clásica, otro para el mejor bailarín de danza Contemporánea y un premio extra especial del jurado. En la edición de 1989 también se utilizó este sistema, con la única diferencia que en esta edición el jurado solo concede un premio especial en vez de 2 como en 1989.

## Jurado
El jurado de esta edición, estaba compuesto por:
- Derrick Brown
- Paola Cantalupo
- Liz Imperio
- Susanne Linke
- Vladimir Vasiliev

## Participantes en la Gran Final y Clasificación
A continuación se muestran los 10 países que consiguieron el pase a la final y los tres países que consiguieron los 3 premios de esta edición en la Gran Final:
| Premio                     | País y TV            | Representante                        |
| -------------------------- | -------------------- | ------------------------------------ |
| Danza Clásica              | Ucrania UANTU        | Jerlin Ndudi                         |
| Danza Contemporánea        | Suecia SVT           | Kristina Oom & Sebastian Michanek    |
| Premio Especial del Jurado | República Checa ČT   | Monika Hejduková & Viktor Konvalinka |
| -                          | Estonia EE/ETV       | Maria Seletskaja                     |
| -                          | Finlandia YLE        | Tiina Myllymäki                      |
| -                          | Grecia ERT           | Elenina Nicolaou                     |
| -                          | Letonia LTV          | Linda Silinja                        |
| -                          | Países Bajos NPB/NOS | Joeri Dubbe                          |
| -                          | Rumania TVR          | Ovidiu Matei Iancu                   |
| -                          | Suiza TSR            | Sarah-Jane Brodbeck                  |

## Participantes en la Semifinal
Los países que aparecen en la siguiente tabla, participaron solo en la semifinal celebrada el 29 de junio de 2003 debido a que fueron eliminados y no consiguieron el pase a la Gran Final:
| País y TV          | Representante     |
| ------------------ | ----------------- |
| Armenia Armenia TV | Avetik Karapetyan |
| Bélgica RTBF       | Sébastien Tassin  |
| Chipre CyBC        | Natalia Krekou    |
| Eslovenia RTVSLO   | Anze Škrube       |
| Noruega NRK        | Caroline Roca     |
| Polonia TVP        | Jakub Greda       |
| Reino Unido BBC    | Kate Lyons        |

## Predecesor y sucesor
| Predecesor: Londres 2001 | Festival de Eurovisión de Jóvenes Bailarines Ámsterdam 2003 | Sucesor: Varsovia 2005 |